# Музеї Криму
У 1783 році Крим увійшов до складу Росії. Цей зв'язок був закріплений подвигами на кримській землі російських воєначальників О. В. Суворова, М. І. Кутузова, М. П. Лазарєва, В. О. Корнілова, П. С. Нахімова, рядових учасників героїчної оборони Севастополя 1854—1855 років. Світова література була збагачена «кримськими» творами О. С. Пушкіна, А. Міцкевича, Л. М. Толстого, А. П. Чехова, Лесі Українки. Крим подарував Росії революціонера-народника А. І. Желябова, художників І. К. Айвазовського і К. Ф. Богаєвського. Тут пройшли найплідніші роки життя композитора О. А. Спендіарова, поета і художника М. О. Волошина, художника-баталіста М. С. Самокиша.
З Кримом пов'язано багато сторінок історії України: повстання моряків Чорноморського флоту на броненосці «Потьомкін» і крейсері «Очаків», штурм Перекопу в листопаді 1920 року, відновлення Керченського металургійного заводу та Морського заводу в Севастополі в роки перших п'ятирічок, друга героїчна оборона Севастополя, подвиг захисників Аджимушкайських каменоломень, штурм Сапун-гори в роки радянсько-німецької війни.
Ці події в поєднанні з численними пам'ятками археології, історії, архітектури створили йому ім'я «музею просто неба». Сьогодні Автономна Республіка Крим — регіон музеїв. Тут діють 17 самостійних державних музеїв з 26 філіями, відокремленими відділами та секторами, а також понад 300 громадських і відомчих музеїв. Тільки у фондах державних музеїв зберігається близько 800 тисяч експонатів. Щорічно музеї Криму відвідують понад 8 мільйонів чоловік.
Музейні установи є в кожному місті і майже в кожному великому населеному пункті Криму.

## Музеї Криму за населеними пунктами

### Армянськ
| Назва                                 | Місцезнаходження                             | Короткий опис         | Зображення |
| ------------------------------------- | -------------------------------------------- | --------------------- | ---------- |
| Армянський історико-краєзнавчий музей | Армянськ, мкр. Васильєва 2, вул. Чкалова, 11 | Відкритий у 1985 році |            |
| Музей історії ЗАТ «Кримський Титан»   |                                              |                       |            |

### Джанкой
| Назва                          | Місцезнаходження         | Короткий опис         | Зображення |
| ------------------------------ | ------------------------ | --------------------- | ---------- |
| Джанкойський краєзнавчий музей | Джанкой, вул. Леніна, 22 | Відкритий у 1997 році |            |

### Джанкойський район
| Назва                           | Місцезнаходження | Короткий опис         | Зображення |
| ------------------------------- | ---------------- | --------------------- | ---------- |
| Мар'їнський етнографічний музей | Мар'їне          | Відкритий у 1987 році |            |

### Красногвардійський район
| Назва                                | Місцезнаходження                    | Короткий опис                           | Зображення |
| ------------------------------------ | ----------------------------------- | --------------------------------------- | ---------- |
| Красногвардійський краєзнавчий музей | Красногвардійське, вул. Енгельса, 2 | Відкритий у 1985 році                   |            |
| Музей 51-ї армії                     | Клепиніне, вул. Спортивна, 3        | Музей 51-ї армії. Відкритий у 1972 році |            |
| Музей історії агрофірми «Росія»      | Восход                              | Відкритий у 1985 році                   |            |

### Красноперекопськ
| Назва                                | Місцезнаходження  | Короткий опис | Зображення |
| ------------------------------------ | ----------------- | --- | ---------- |
| Красноперекопський краєзнавчий музей | вул. Калініна, 11 | Відкритий у 1963 році. Експонати розповідають про штурми Перекопу радянськими військами в роки громадянської та радянсько-німецької воєн, про будівництво Північно-Кримського каналу, підприємств міста. |            |

### Красноперекопський район
| Назва                          | Місцезнаходження | Короткий опис          | Зображення |
| ------------------------------ | ---------------- | ---------------------- | ---------- |
| Музей бойової і трудової слави | Вишнівка         | Відкритий у 1983 році. |            |
| Музей бойової і трудової слави | Красноармійське  | Відкритий у 1975 році. |            |

### Ленінський район
| Назва                                 | Місцезнаходження         | Короткий опис         | Зображення |
| ------------------------------------- | ------------------------ | --------------------- | ---------- |
| Музей історії Ленінського району      | Леніне, вул. Пушкіна, 22 | Відкритий у 1967 році |            |
| Новомиколаївський етнографічний музей | Новомиколаївка           | Відкритий у 1980 році |            |

### Нижньогірський район
| Назва                                     | Місцезнаходження                  | Короткий опис         | Зображення |
| ----------------------------------------- | --------------------------------- | --------------------- | ---------- |
| Нижньогірський історико-краєзнавчий музей | Нижньогірський, вул. Гагаріна, 5. |                       |            |
| Картинна галерея                          | Михайлівка                        | Відкритий у 1995 році |            |
| Будинок природи                           | Михайлівка                        | Відкритий у 1978 році |            |

### Роздольненський район
| Назва                      | Місцезнаходження | Короткий опис         | Зображення |
| -------------------------- | ---------------- | --------------------- | ---------- |
| Народний краєзнавчий музей | Славне           | Відкритий у 1977 році |            |

### Саки
| Назва                  | Місцезнаходження  | Короткий опис | Зображення |
| ---------------------- | ----------------- | ------------- | ---------- |
| Сакський міський музей | вул. Курортна, 29 |               |            |

### Сакський район
| Назва                                          | Місцезнаходження | Короткий опис         | Зображення |
| ---------------------------------------------- | ---------------- | --------------------- | ---------- |
| Музей подвигу дев'яти Героїв Радянського Союзу | Геройське        | Відкритий у 1977 році |            |
| Музей інтернаціональної дружби                 | Фрунзе           | Відкритий у 1981 році |            |

### Совєтський район
| Назва                                         | Місцезнаходження                       | Короткий опис         | Зображення |
| --------------------------------------------- | -------------------------------------- | --------------------- | ---------- |
| Історико-краєзнавчий музей Совєтського району | Совєтський, вул. 30-річчя Перемоги, 19 | Відкритий у 1978 році |            |
| Музей Ічкинського партизанського загону       | Завітне                                | Відкритий у 1978 році |            |

### Велика Феодосія
Історія музейної справи у Феодосії почалася з 1811 року. Музей старовини є першим музеєм міста і одним з найстаріших у Європі. Далеко за межами Криму і України відомі музеї Олександра Гріна, Максиміліана Волошина і Національна картинна галерея І. К. Айвазовского. Приватний музей грошей має в своєму розпорядженні експонати, аналогів яким немає ні в одній колекції нумізматики, а  музей дельтапланеризму є єдиним музеєм такого роду у світі.
Розташовуються музеї в основному в центральній частині міста: на вул. Галерейній (починається від залізничного вокзалу) і на вул. Гріна (колишня Куйбишева), що перетинає вул. Галерейну.

## Південний берег Криму

### Великий Судак
Найбіль відомий і найбільший музей Судака — Генуезька фортеця. Фортеця є філією Національного заповідника «Софія київська». Переглянути фортецю щодня приїжджають тисячі людей.
Велика частина музеїв Судака і його околиць присвячена історії виноробства. Власні музеї історії виноградарства і виноробства мають Радгосп-завод «Судак», Завод «Архадерессе» (ВАТ «Сонячна Долина») і Завод шампанських вин «Новий Світ».
Міський музей, в якому можна ознайомитися з історією Судака, відкритий на території туристичного комплексу «Судак», у приміщенні колишньої вілли Функа. Куточок історії Судака («Судак історичний», «Судак в роки війни») з 2002 року діє в Будинку Культури (тільки в літній час). Невеликий краєзнавчий музей у Будинку культури села Морське.

### Велика Ялта
На території Великої Ялти кілька музеїв, що мають міжнародне значення і незмінно привертають до себе увагу гостей Криму.